# 路易斯·馮·安
路易斯·馮·安（英語：Luis von Ahn，1979年8月19日—），又譯為路易斯·范·安、路易斯·梵阿纳，生於瓜地馬拉，企業家與計算機科學家，是卡内基梅隆大学计算机科学系的副教授。他是CAPTCHA的發明者之一，創立reCAPTCHA和多鄰國公司，並於2009年將公司出售給Google。

## 生平
路易斯·馮·安出生於危地馬拉城，並在危地馬拉長大。他是危地马拉德裔。 路易斯·馮·安在一個中上層家庭中長大，他的父母都是醫生。 他在危地馬拉城的一所私立英語學校就讀，他認為這是一個非常光榮的經歷。 在·路易斯·馮·安八歲時，他的母親給他買了一台Commodore 64電腦，使他對技術和計算機科學產生了濃厚的興趣。
路易斯·馮·安在18歲時在杜克大學學習，並於2000年獲得數學學士學位（優等生）。於2005年在卡內基梅隆大學獲得了計算機科學博士學位。
2006年，路易斯·馮·安成為卡內基梅隆大學卡內基梅隆電腦科學學院的教員。

## 工作
路易斯·馮·安的早期研究是在密碼學領域。與Nicholas J. Hopper和John Langford一起，他是第一個提供嚴格的隱寫術定義並證明私鑰隱寫術是有可能的人。
在2000年，他與Manuel Blum進行了關於CAPTCHA的早期開拓性工作，CAPTCHA是人類通常能夠通過的計算機生成的測試，但是計算機尚未掌握。網站使用這些設備來防止自動化程序或漫遊器進行大規模濫用，例如自動註冊大量帳戶或購買大量門票以供黃牛使用。驗證碼使路易斯·馮·安在紐約時報和《今日美國》以及探索頻道，NOVA scienceNOW和其他主流媒體上廣為報導，從而使路易斯·馮·安首次在公眾中享有盛譽。
在2007年，馮·安（von Ahn）發明了reCAPTCHA，這是驗證碼的一種新形式，它也可以幫助圖書數字化。在reCAPTCHA中，顯示給用戶的單詞圖像直接來自被數字化的舊書。它們是光學字符識別無法識別的詞，並被發送到整個網絡上以供識別。目前，超過100,000個網站都在使用ReCAPTCHA，並且每天記錄超過4000萬個單詞。
多鄰國徽標
2009年，路易斯·馮·安和他的研究生塞弗林·哈克（Severin Hacker）開始開發語言教學平台多鄰國。他們成立了一家同名公司，馮·安（von Ahn）為首席執行官，哈克（Hacker）為首席技術官。 2011年11月，Duolingo進行了私人Beta測試，並於2012年6月向公眾發布了該應用。截至2020年5月，Duolingo的價值為15億美元。在與NPR的談話中，路易斯·馮·安分享了Duolingo在COVID-19大流行期間看到的用戶激增。

## 教学
冯·安使用了许多不寻常的教学技巧，这些技巧使他在卡内基梅隆大学获得了多个教学奖项。2008年秋季，他开始在卡内基梅隆大学开设了一门名为“网络科学”的新课程。这门课程结合了图论和社会科学，涵盖了从网络和博弈论到拍卖理论的各种主题。
在他2018年的Ted Talk中，他强调了将学习变得像玩视频游戏或使用社交媒体应用程序一样有趣的重要性，通过使用类似的功能，如连胜、排行榜等。